# 大祭司
大祭司（だいさいし、ヘブライ語: כהן גדול）は、ユダヤ教の祭司階級の首長である。
祭司階級は、大祭司、祭司、レビ人の3階級に分かれて、ほぼすべてがレビ族の子孫であり、大祭司はレビ人の血統による世襲である。大祭司もアロンの子エルアザル(エレアザル)の家系の者で、その最年長者が世襲で継承することになっていた。
また、大祭司は婚姻歴が無い未婚の女性でなければ結婚できず、未亡人を妻にすることは原則認められなかったが、大祭司任命前に未亡人と婚約していた場合などはその約束を守ることは認められた。
これ以外に五体満足でないものは大祭司になれず、また大祭司が肉体に何らかの問題が生じた場合は退位するという決まりがあった。

## 職務

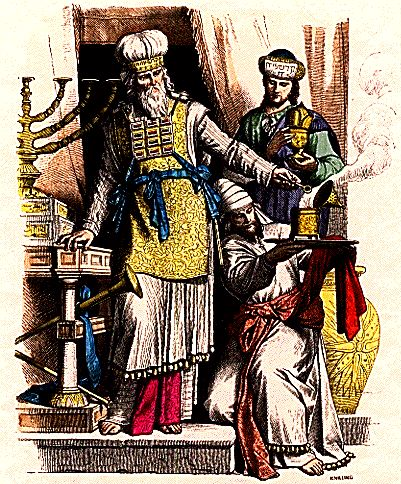
Jewish high priest and Levite in ancient Judah (the depictions of the Menorah, Table of Showbread and trumpets are inspired by the Arch of Titus).

大祭司は特別な装束を身にまとい、祭司としてのきよさをあらわしていた。ヤハウェ神の意思を民と指導者に告げ、年1回贖い日に至聖所に入り、神の前に民を代表して、いけにえのやぎの血を贖いのふたにかけ、全イスラエルの罪の贖いをした。

## 旧約聖書時代
フラウィウス・ヨセフスの『ユダヤ古代誌』第XX巻10章には大祭司制について書かれており、それによると「初代アロンから最後のファサノス（ファンニ）まで数えて総勢83名の大祭司がいて、最初の13名は幕屋時代（出エジプト～ソロモンの神殿建設直前）の大祭司、ここからヨサダコス（ヨサダク）までの18名がエルサレムに神殿ができてからバビロニアに滅ぼされて神殿が破壊されるまでの大祭司、その次の15人（ヨシュア～オニアス）が捕囚より帰還してセレウコス朝シリアのアンティオコス王に支配されるまで」としている。
大まかな流れではアロンの死後、アロンの子エルアザル、そして民数記25章にはその子ピネハスの家系が永遠の祭司職の契約を受ける主旨の預言があるが、『サムエル記』の1-4章に登場するサムエルの師であるエリは『ユダヤ古代誌』第V巻9章5節ではピネハスの兄弟イタマルの家系とされているので、何らかの理由で一旦こちらに大祭司の座が移り、その後この一族の大祭司アビヤタルが、ソロモン王即位以前にソロモンの兄弟アドニヤを王に推していたことで即位後存命中でありながら解任された（『列王記』上2:26)所からピネハスの系統のツァドク（ザドク）の家系が以後の大祭司を継承した（イタマルの子孫も全滅したわけではなく『エズラ記』8：1のバビロンからの帰還者として長の名前だけ出てくる）。
その後バビロン捕囚でツァドクの子孫にあたるヨザダクがバビロンに連れていかれるが、この息子のエシュア（ヨシュア）が帰還後の最初の大祭司となり捕囚後のユダヤ政体における政治的指導者になっていて、次のハスモン朝時代を含めて大祭司は君主でもあった。
紀元前175年に、セレウコス朝のアンティオコス4世エピファネスは大祭司オニアス3世を解任して処刑後、オニアスの息子ではなく（息子のオニアス4世はその後エジプトに逃げてヘリオポリス地方にエルサレム神殿を模した神殿を立ててその大祭司となった。これについては『ユダヤ古代誌』第XII巻などに詳しい説明がある）別の家系のアルキモスを大祭司にしたものの、彼の死後は後継者なしの時代が7年続き、その後マカバイ戦争が起きてユダヤはセレウコス朝の支配を逃れ、ここからは勝者となったハスモン一族が大祭司となり、ヨナタン以降、ハスモン朝の指導者は大祭司を兼ね、祭司支配の絶頂期であった。紀元前104年に即位したアリストブロス1世から紀元前37年に殺害されたアンティゴノスの時代まで、大祭司は王であることを明確に名乗った。
この最後のアンティゴノスは、通常の継承ではなくパルティア王国と手を組んで先代の王兼大祭司であった伯父のヨハネ・ヒルカノス（2世）をクーデターで捉えての即位だったため、降参した伯父を復位を阻止するため彼の耳を削ぎ、このためヒルカノスはクーデターが失敗に終わり、自身が捕らえられたパルティアから解放・帰還した後も大祭司に戻れず、かといって宗主国のローマから王に選ばれたヘロデも全く大祭司と血縁がない以上、自分が大祭司になることができなかったため、彼は外国からアナネルという司祭の家系であった人物を呼び寄せて大祭司に任命した。
ところがヒルカノスの娘であるアレクサンドラは自分の息子のアリストブロス（3世）が正当な後継者であると主張したため、ヘロデも一度は譲歩してアナネルを解任させアリストブロスを大祭司に任命させたが、間もなくアリストブロスはヘロデの家のプールで溺死し（表向きは事故とされたが、ヨセフスはヘロデが暗殺させたとしている。このハスモン朝末期からアリストブロス3世の死亡までの詳しい経緯は『ユダヤ古代誌』第XV巻を参照。）、アナネルが一時再任したが、これ以後は完全に大祭司の終身任期が忘れられヘロデの判断で随意に大祭司が変わるようになった。

## 新約聖書時代
ヘロデの死後は彼の子孫のユダヤ地方の統治者もしくはローマから送られたユダヤ総督が大祭司を任命するようになり、大祭司の罷免と任命が頻繁に行われたためアリストブロスの溺死（西暦紀元前35年ごろ）からユダヤ戦争終結（西暦69年）までに28人も大祭司がいた。
これに加えてファリサイ主義（大祭司は基本的にサドカイ派だった）とラビ教育制が力を強めていたが、それでもエルサレム神殿の崩壊の時まで大祭司階級はその権威を保持してサンヘドリンの議長を務め（サンヘドリンがローマ帝国の総督と交渉する代表機関でもあった）、国民の民事を統括しており、世襲ではないが原則誰でも成れるものではなく少数の特権的家族から選ばれ（後述の「歴代大祭司」の末尾を参照）、君主制王朝ではないもののローマ人やヘロデ一門の統治下で影響力を持った貴族階級としての集団であった。
大祭司の頻繁交代で常にかなりの人数の退職者がいたが、彼らも重要で影響力の大きい地位を占め、『ルカの福音書』3：2でアンナス（アナノスとも）がカヤパと並んで「大祭司」と呼ばれていたり、ヨセフスの書にもアナノスの子ヨナタンが退職してから15年ほどたっているのにシリア総督から頼まれてローマまで使者として向かったり、アナニアが大祭司をやめてからもエルサレムで采配を振るい、ユダヤ戦争時も初期の頃は大祭司アナノスの子アナノスとガマリエルの子イエスが反乱軍のリーダーをしていたなどといった記述がある。
またヨセフスの『ユダヤ古代誌』第XX巻6章8節・7章2節によると、ユダヤ戦争の十年ほど前（アグリッパ2世によるイシュマエル任命の頃（紀元56年- 62年））から大祭司と一般祭司（ヨセフス自身もこうした祭司であった）やエルサレムの民族指導者たちの間に確執が生まれ、お互い向こう見ずな人々をあおって騒ぎが起きたが、原因の一つが大祭司たちが一般祭司たちの取り分のはずの十分の一税の穀物を横取りが慢性化して（特にアナニヤの取立てがひどかったという）、抵抗すると暴力沙汰になり、貧しい一般祭司には餓死者も出た。とわざわざ2回書いてあり、これ以外にミシュナーの『ホラヨット』3：1-4でも現職と前任の大祭司の違いとして「贖罪の日の雄の仔牛とエファの1/10に関してだけは違う」が他の収入内容や掟に従う行為は大祭司をやめても現役と同じとしているなど、大祭司は解任されても徴税権などは保持していた。
なお、ヨセフスや新約聖書の記述者たちは大祭司を意味する「αρχιερέας」を現役大祭司と大祭司経験者のほか、「ボエトスの子マッティアス」、「スケワ（スケヴァ）」という他に名前が出てこない人物に使用しているので大祭司の親族を含んでいる説があげられてる
ユダヤ戦争時には（元）大祭司の殺害が幾度も起こり、少なくとも『ユダヤ戦記』によると前述のアナニア、アナノスの子アナノス、ガマリエルの子イエスの3人が反乱軍に殺され、反乱軍はファニアスという大祭司の家系と全く関係ないものを勝手に任命（とヨセフスは書いているが『ユダヤ古代誌』第XX巻10章1節で一応歴代大祭司の人数には数えている。）した、70年にエルサレム神殿の破壊により大祭司の地位は消滅した。

## キリスト教における大祭司
ヘブル人への手紙の中では、イエス・キリストを「大祭司」と呼んでいて（『ヘブル人への手紙』2:17他）、これまで（旧約）の大祭司は律法によってたてられたが「律法の後にきた誓いの御言によって立てられた大祭司（同7：28）」として旧約の大祭司の完成者であり、真の大祭司であるとされている。

## 大祭司の系譜について
旧約聖書では大祭司を「祭司」とだけ表現してある場合がかなり多いことと、「歴代大祭司の一覧」のようなものがないので分かりにくい箇所が多い。
それに近いものでは原則世襲制であったことから『歴代誌』上6:3-15と『エズラ記』7:1-5に以下のようなアロンの子孫の系譜（後者は厳密にはエズラの先祖の系譜）がある。

### アロンの子孫の系譜
| 歴代誌     | エズラ記   |
| ---------- | ---------- |
| アロン     | アロン     |
| エレアザル | エレアザル |
| ピネハス   | ピネハス   |
| アビシュア | アビシュア |
| ブッキ     | ブッキ     |
| ウジ       | ウジ       |
| ゼラヒヤ   | ゼラヒヤ   |
| メラヨテ   | メラヨテ   |
| アザリヤ   | （注）     |
| アヒトブ   | -          |
| ザドク     | -          |
| アヒマアズ | -          |
| ヨナハン   | -          |
| アザリヤ   | （注）     |
| アマリヤ   | アマリヤ   |
| アヒトブ   | アヒトブ   |
| ザトク     | ザトク     |
| シャルム   | シャルム   |
| ヒルキヤ   | ヒルキヤ   |
| アザリヤ   | アザリヤ   |
| セラヤ     | セラヤ     |
| ヨザダク   | -          |

（注：エズラ記の系譜はアザリヤの次がアマリヤになっていて中間の人物が抜けている、アマリヤの先代がどちらのアザリヤを指しているのかは不明。）
ただしこれはあくまで子孫の系譜であり、実際に大祭司の継承が行われたのかははっきりしない。

### ヨセフスによる歴代大祭司の解説
フラウィウス・ヨセフスの『ユダヤ古代誌』では大祭司の系譜について、以下のように解説し、系譜（特筆ない場合は父から息子）も数か所に分けて掲載しているが一部矛盾する記述もある。
【幕屋時代】
エルアザル→ピハネス（エルアザルの子）
『ユダヤ古代誌』第V巻1章29節
エルアザルの死後息子のピハネスが大祭司を継承。
ピハネス（エルアザルの子）→アビシュア→ブッキ→ウジ→（傍系）エリ
『ユダヤ古代誌』第V巻9章5節
「エリは、アロンの二番目の息子イタマルの家を大祭司になって治めた最初の者。」　並びに系譜の説明をして、末尾に「ウジの後継者として、記述のエリが大祭司職に就いた。」としている。
エリ→ピハネス（エリの子）
『ユダヤ古代誌』第V巻9章2節
「ピネハスは父の高齢のため大祭司職を譲り受け」とある。
アヒトブ
『ユダヤ古代誌』第VI巻6章5節
『サムエル記』上14：36に登場する名前不明の祭司を「大祭司アヒトブ（アキトーボス）」としている。アヒトブは『サムエル記』上14:3でピハネス（エリの子）の息子でイカボデの兄弟とされている人物。
アヒア
『ユダヤ古代誌』第VI巻6章2節
「大祭司エリの子孫である大祭司アヒア」と呼ばれている。『サムエル記』によるとこのアヒヤの後「アビヤタル→アヒメレク」と大祭司は継承され、その後傍系のザトクに移る。
（ピハネス（エリの子）からアビヤタルの間でもう1人）
具体的に登場することはないが、『ユダヤ古代誌』第XX巻10章に「幕屋時代の大祭司は13人」とあり、第X巻VIII章6節でツァドクを「神殿ができて最初の大祭司」としているので、エリの子孫の大祭司がピハネスからアビヤタルの間でもう1人いないと計算が合わない。
【神殿時代】
「ザドク→アヒアマズ→アザリヤ→ヨラモス→ヨス→アクシオラモス→フィデアス→スダイオス→イゥエロス→ヨタモス→ウリアス→ネリアス→オダイオス→シャルム→ヒルキア→アザリア→（セラヤ→）ヨサダク」
第X巻7章6節
ここの系譜では最後のヨサダクはアザリアの子になっているが、直前の5節（p.272）で「大祭司セラヤの子ヨサダク」とあるのと第XX巻10章で「ソロモンの神殿時の大祭司は18名」とあることからアザリアとヨサダクの間が抜けているのは誤記でここにセラヤが入る。
歴代誌の系譜とは「ヨラモス」から「オダイオス」の中間部分が異なる（ヘブライ読みとギリシャ読みとの違いでもない）が、ヨセフスは「全員息子が父親の大祭司職を継承」と言っているので、オダイオスの後でヨラモスの兄弟の子孫である傍系に移った（歴代誌のは傍系側の系譜）と考えているわけではない。
「エホヤダ」と「アザリヤ」
第IX巻7章1節と第IX巻8章14節
ユダの王子ヨアシをアタルヤの手からかくまった人物を「大祭司エホヤダ」、勝手に香をささげようとしたユダ王のアザリアを止めた人物を「大祭司アザリア」としている。
ヨセフス自身による第X巻7章6節の大祭司リストには該当人物がいない（アザリアは2人いるが、アヒアマズの子でもヒルキアの子でも年代が合わない。）。

## 歴代大祭司
（古）は聖書中でははっきりしないが『ユダヤ古代誌』でヨセフスに大祭司と説明がされている人物。

### 幕屋時代
- アロン - モーセの兄。ヤハウェより初代大祭司に任命される。
- エルアザル - エレアザルとも。アロンの子。
- ピネハス（エルアザルの子） - エルアザルの子。モアブ人とイスラエル人の淫行に反対したことが旧約聖書中に記されている。
- アビシュア（古）
- ブッキ（古）
- ウジ（古）
- エリ - イタマルの子孫でウジから傍系継承。サムエルの時代に大祭司を務める。
- ピネハス（エリの子）（古）  - エリの子。『サムエル記』では評判の悪い人物とされ、ペリシテ人との戦いで兄弟のホフニとともに戦死。
- アヒトブ（古） - ピネハス（エリの子）の息子。兄弟に父の死亡時に生まれたイカボデという人物がいた。
- アヒヤ（古）- アヒトブの息子。
- アヒメレク -アヒヤの兄弟？[34]。 ダビデを助けたために、サウル王に殺害される。
- アビヤタル - アヒメレクの子。サウルの虐殺を逃れダビデ王を支持するが、その子ソロモン王の即位を支持せず、追放される。
- （エリとアビヤタルの間の1人）（古） - ヨセフスは名前を挙げてないが「幕屋時代の大祭司は全部で13人」とあるのでもう1人いる。

### 第一神殿時代
- ツァドク - ザドクとも。ソロモンに任命される。
- アヒアマズ- ツァドクの子。
- アザリヤ（アヒアマズの子）
- アマリア-『歴代誌』上6：3-15のアロンの子孫の系譜には居ないが、『歴代志』下19:11で（ヨシャファト王時代の）祭司長（大祭司）と言われている。
- エホヤダ（古） -系譜不明。ユダ王アハジヤの姉妹エホシバを妻にした（『歴代誌』下22：11）。女王アタルヤを処刑し、ヨアシュ王を即位させる。
- アザリア（ユダ王が香を焚くのを制止した人）（古）-ヨナハンの子？[35]。ユダ王のアザリア（ウジヤ）が勝手に香を焚こうと聖域に踏み込んだのを制止した人物（『歴代誌』下26：17）。『歴代誌』下31：10にもツァドクの子孫と明記された同名の人物が出てくるが同一人物かは不明。
- （ヨナハン→アザリヤ→アマリヤ→アヒトブ→ザトク）- 『歴代誌』上6：3-15のアロンの子孫の系譜に名前があるが、「ソロモンがエルサレムに建てた家で祭司を務めた者」と『歴代誌』上6：10で明記された前述のアザリア（ユダ王が香を焚くのを制止した人）以外は詳細不明（大祭司でない可能性もある）。アザリヤ（アヒアマズの子）とシャルムの間に入る。
- （ヨラモス→ヨス→アクシオラモス→フィデアス→スダイオス→イゥエロス→ヨタモス→ウリアス→ネリアス→オダイオス）いずれも（古） -『ユダヤ古代誌』第X巻7章6節の大祭司の系譜に名前だけ登場。アザリヤ（アヒアマズの子）とシャルムの間に入る。いずれも直系の親子。
- シャルム（古）
- ヒルキヤ-シャルムの子。ヨシヤ王時代の大祭司。律法の書を神殿で発見し、ヤハウェ崇拝復興のための宗教改革を推進した。
- アザリア（ヒルキヤの子）（古）
- セラヤ- ネブカドネザル2世のユダ王国征服後、処刑される。
- ヨサダク（古）- セラヤの子。バビロン捕囚で連れ去られる。

### バビロン捕囚、ペルシャ時代
これ以後の大祭司の名前は基本的には『ユダヤ古代誌』から引用（一部マカバイ記や新約聖書からの引用もあり）。
- ヨシュア -ヨサダクの子。 バビロン捕囚より帰国し、総督ゼルバベルと共にエルサレム神殿を再建。
- ヨヤキム - ヨシュアの子。
- エリアシブ - ヨヤキムの子。ネヘミヤ時代の大祭司。
- ヨイアダ - エリヤシブの子。
- ヨハナン - ヨイアダの子。

### ヘレニズム時代（紀元前350年 - 紀元前140年）
- ヤドア（紀元前371年? - 320年?） - ヨハナンの子。アレクサンドロス3世（大王）時代の大祭司。
- オニアス1世（紀元前320年? - 280年?）
- シモン1世（紀元前280年?-260年?）
- エレアザル（紀元前260年? - 245年?）
- マナセ（紀元前245年? - 240年?）
- オニアス2世（紀元前240年? - 218年）
- 義人シモン2世（紀元前218年 - 185年）
- オニアス3世（紀元前185年 - 175年） - 弟ヤソンにより廃位される。前170年に殺害される。
- ヤソン（紀元前175年 - 172年） - ヨシュア（イエス）とも呼ばれた。兄オニアス3世を失脚させ、アンティオコス4世エピファネスに任命される。メネラオスに追われ、地位奪回を目指して失敗する（紀元前168年）。
- メネラオス（紀元前172年 - 162年） - 『ユダヤ古代誌』XII巻ではヤソンの兄弟、『マカバイ記2』ではビルガ族（レビ族の中の氏族[36]）のシモンの兄弟とされる。アンティオコス4世エピファネスに任命され、ギリシャ化を推進し、マカバイ戦争勃発を招く。
- アルキモス（紀元前162年 - 159年） - 系譜は不明だが『マカバイ記1』7：14ではアロンの子孫扱いはされていたとされる。セレウコス朝と組んでユダ・マカバイと戦う。急死し、大祭司は空位となる。
- 空位(159-153)

### ハスモン王朝時代（紀元前140年 - 紀元前37年）
- ヨナタン（紀元前153年 - 143年） - セレウコス朝のアレクサンドロス1世バラスより、大祭司に任命される。
- シモン（紀元前143年 - 134年） - セレウコス朝から完全に独立する。
- ヨハネ・ヒルカノス1世（紀元前134年 - 104年） - イドマヤ、サマリアを征服。ゲリジム山の神殿を破壊。
- アリストブロス1世（紀元前104年 - 103年） - 王号を用い、王と大祭司を兼任した。
- アレクサンドロス・ヤンナイオス（紀元前103年 - 76年） - ハスモン朝の最盛期を築く。
- ヨハネ・ヒルカノス2世（紀元前76年 - 66年） - 母サロメ・アレクサンドラが女王として統治（紀元前76-67年）。
- アリストブロス2世（紀元前66年 - 63年） - ローマのグナエウス・ポンペイウスによる征服。
- ヨハネ・ヒルカノス2世（紀元前63年 - 40年）
- アンティゴノス（紀元前40年 - 37年） - パルティアの援助で地位を奪う。ヘロデ大王に敗れ、処刑される。

### ヘロデ時代（紀元前37年 - 紀元70年）
（年代は『イエス・キリスト時代のユダヤ民族史 III』P306-309より）
- アナネル（紀元前37年 - 36年） - ハナヌエルとも。ここから大祭司はヘロデ大王（西暦紀元前37－4年）に任命される。下級祭司出身のバビロニアもしくはエジプト人[9]。
- アリストブロス3世（紀元前35年） - ヘロデ大王の妻マリアムネ1世の弟。最後のハスモン家当主。ヘロデの屋敷のプールで溺死。
- 【再任】アナネル（紀元前34-？年）
- フィアビ（ファベト）の子イエス　[38]
- ボエトスの子シモンもしくはボエトス - ヘロデ大王の妻マリアムネ2世の父で、紀元前5年に娘がアンティパトロス（彼女の子ではないヘロデの長男）の陰謀に加担していたため解任[39]。
- テオフィロスの子マッティアス（マタイ）（紀元前5年 - 4年）
- エレムの子ヨセフ（紀元前4年） - 上記のマッティアスが偶然不浄な行為をしたせいで職務につけず、たった1日だけだが代理をした。しかし『ユダヤ古代誌』、ラビ文献、キリスト教徒の記録でも大祭司として数えられている[40]。
- ボエトスの子ヨアザル（エレアザル）（紀元前4年 - 3年） - ここからヘロデ・アルケラオス（西暦紀元前4－紀元後6年）の任命。
- セエ [41]の子（？）イエス
- 【再任】ボエトスの子ヨアザル（エレアザル）
- セティの子アナノス（アンナス）（紀元6年 - 15年） - 彼はシリア総督クイリニウス（西暦6年）により任命される。のちにユダヤ総督グラトゥスに解任される。
- フィアビの子イシュマエル（紀元15年 - 16年） -ここから総督ウァレリウス・グラトゥス（西暦15-26年）による任命。
- アナノスの子エレアザル（紀元16年 - 17年）
- カミトスの子シモン（紀元17年 - 18年）
- ヨセフまたはカヤパ（カイアファ）（紀元18年 - 36年） - アナノスの義理の息子[42]、サンヘドリンにおけるイエス・キリストの裁判で司会を務め、ピラトに引き渡した。
- アナノスの子ヨナタン（紀元36年 - 37年） - ここから総督ウィテリウス（西暦35-39年）による任命。退任後、ユダヤ総督がクマノスの頃（西暦50-52年）に重要な社会的役割を果たし、その後ユダヤ総督フェリクスを注意したことがもとでフェリクスに間接的に暗殺された。[37]。
- アナノスの子テオフィロス（紀元37年 - ？年）
- ボエトスの子シモン・カンテラス（紀元41年 - ？年）- ここからユダヤ王アグリッパ1世による任命。
- アナノスの子マッティアス
- カンテラスの子エリオナイオス
- カメイもしくはカミュドスの子ヨセフ - ここからカルキスのヘロデ（アグリッパ1世の弟）による任命。
- ネデバイオスの子アナニヤ（紀元47年 - 49年頃） - サンヘドリンでのパウロの裁判を司会。退任後も財力で影響力を維持したがヨセフスから大祭司のなかでも特にがめついと書かれている。ユダヤ戦争勃発時、反乱軍に殺害される(66年）。
- フィアビの子イシュマエル（紀元59年- 61年） - ここからアグリッパ2世の任命。『ユダヤ戦記』VI巻[43]2章2節で言及されているキュレネで処刑された人物と同一とされる[37]。
- シモンの子ヨセフ・カビ（紀元61年 - 62年）
- アナノスの子アナノス（アンナス）（紀元62年） - ユダヤ総督フェストスが急死後後任の総督が来る前に独自判断で主の兄弟ヤコブを処刑し、後日新任の総督アルビノスにこれを理由に罷免される（『ユダヤ古代誌』第XX巻9章1節）。ユダヤ戦争時、反乱軍を指揮。のちに不満を持った反乱軍により処刑。
- ダムナイオスの子イエス（紀元62-63年頃）
- ガマリエルの子イエス（紀元63年 - 64年頃） - ユダヤ戦争時、反乱軍を指揮。のちに不満を持った反乱軍により処刑。
- テオフィロスの子マッティアス（紀元65年 - ？年）
- サムエルの子ファンニアス（ファンニもしくはファナソスとも）- 庶民の出自でユダヤ戦争中、反乱軍が任命。ハブタのピニハスとも。

ヘロデ朝以後は何人も大祭司が変わっているが上述のリストの父の名からわかるように、大半がフィアビ、ボエトス、アナノス、カミトスの息子（婿含む）から選ばれており、明確にこれらに属さないとわかっているのは、外国から来たアナネル、ハスモン朝のアリストブロス、反乱軍が独自に任命したファンニアスだけで、後の5人はどちらなのかよくわかっていない。